# Акшийський сільський округ (Єнбекшиказахський район)
Акши́йський сільський округ (каз. Ақши ауылдық округі, рос. Акшийский сельский округ) — адміністративна одиниця у складі Єнбекшиказахського району Алматинської області Казахстану. Адміністративний центр — село Акші.
Населення — 5426 осіб (2021; 6421 у 2009, 3706 у 1999, 3903 у 1989).
Станом на 1989 рік існувала Акшийська сільська рада (села Акший, Казатком, Кайрат, Куш). Пізніше село Куш увійшло до складу Балтабайського сільського округу.

## Склад
До складу округу входять такі населені пункти:
| Населений пункт | Населення, осіб (1989) | Населення, осіб (1999) | Населення, осіб (2009) | Населення, осіб (2021) |
| --------------- | ---------------------- | ---------------------- | ---------------------- | ---------------------- |
| Акші, село      | 2764                   | 2635                   | 4923                   | 4218                   |
| Казатком, село  | 587                    | 501                    | 634                    | 521                    |
| Кайрат, село    | 552                    | 450                    | 788                    | 679                    |
| Сази, село      | -                      | 120                    | 76                     | 8                      |